# Misophrioida
Misophrioida is een kleine orde van de eenoogkreeftjes. 

## Verspreiding en leefgebied
Deze eenoogkreeftjes leven hyperbenthisch zowel in kustwateren als in de diepere zee. Sommige soorten (Speleophriida) komen ook voor in kleine zoutwaterpoelen (anchialine poelen) die niet via het oppervlak in verbinding staan met de zee. Zulke poelen hebben wel een ondergrondse verbinding, die voor aanvoer van zout water zorgt. 

## Indeling
De orde bevat drie families:
- Familie Misophriidae
- Familie Palpophriidae
- Familie Speleophriida